# Joaquim Agostinho
Joaquim Agostinho (Torres Vedras, 7 de abril de 1943 – 10 de mayo de 1984) fue uno de los mejores ciclistas portugueses. Su carrera se desarrolló entre 1968 y 1984.

## Biografía
Nacido en Torres Vedras, no muy lejos de Lisboa en el seno de una humilde familia de campesinos a la que, una vez terminados sus estudios primarios, tuvo que ayudar en los trabajos del campo. Fue reclamado para realizar el servicio militar cuando Portugal estaba inmerso en guerra en su colonia africana de Mozambique y destinado al frente, en el que estuvo durante dos años y medio. Una vez acabada la contienda decide quedarse allí a trabajar en una azucarera, pero pronto regresó a Portugal.

## Trayectoria deportiva

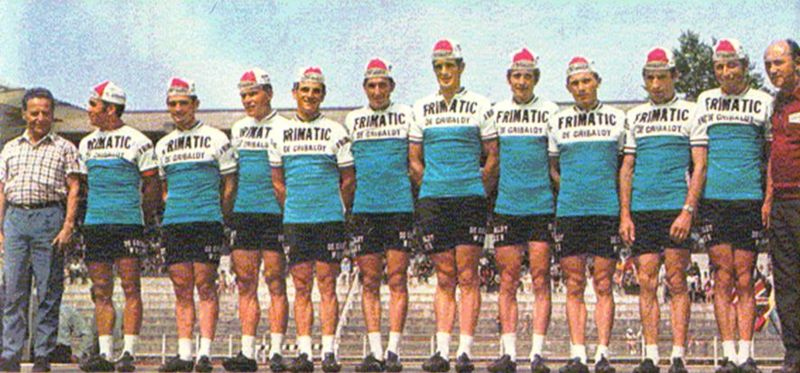
Equipo Frimatic en 1970, con Gribaldy y Agostinho a la derecha.

Descubierto por Jean de Gribaldy, Agostinho, más bien bajo de estatura, pero corpulento, estaba dotado de unas condiciones físicas portentosas que le hubieran permitido destacar en cualquier disciplina deportiva. Un amigo ciclista le convenció para probar con la bicicleta, la prueba fue satisfactoria y Agostinho a la edad de 25 años se enroló en un equipo ciclista.
Pronto empezó a destacar y todos los equipos lucharon por tenerlo en sus filas como gregario de lujo, estuvo un año en el Magniflex italiano, dos en el Bic, en el que ayudó a Luis Ocaña a ganar el Tour de 1973. En 1975 ficha por el Lejeune y al año siguiente lo haría por el Teka español. Dos años después va al Flandria de Bélgica; al que siguen el Puch y el Sem. En 1984 contribuyó de forma decisiva a la creación del primer equipo ciclista profesional portugués.

## Muerte
A sus 41 años, tenía la perspectiva de fichar por el Skil y correr el Tour de Francia por decimocuarta vez igualando el récord de Joop Zoetemelk, pero el 30 de abril de 1984, cuando disputaba la recta final y cuando lideraba la X Vuelta al Algarve, en la quinta etapa, a 300 metros de la línea de llegada, en Quarteira, de la que era líder, un perro se atravesó en su camino y lo hizo caer, provocándole un traumatismo craneoencefálico. Tiempo después se dijo que las consecuencias de este accidente podrían ser menores si Joaquim usara casco. Se levantó, volvió a montar en su bicicleta y terminó la etapa con la ayuda de Benjamim Carvalho y José Amaro, sus colegas de equipo. Inicialmente se negó a recibir tratamiento hospitalario, pero los persistentes dolores de cabeza lo llevaron a ingresar en el hospital de Loulé, en el que una radiografía reveló una fractura en el hueso parietal y su estado de salud empeoró dramáticamente. También fue trasladado al Hospital de Faro, pero tuvo que ser trasladado de emergencia, haciendo 300 kilómetros en ambulancia (en ese momento no había helicópteros para el transporte de pacientes en Portugal, ni un servicio de neurocirugía en el Algarve), para ser intervenido en el hospital CUF, en Lisboa. Después de diez intervenciones quirúrgicas, que estaba clínicamente muerto 48 horas después de la caída y se mantuvo en un estado de coma durante diez días. A consecuencia de las heridas sufridas, Joaquim Agostinho falleció el 10 de mayo de 1984, diez días después, pocos minutos antes de las 11:00 horas, su cuerpo fue enterrado en el cementerio de Silveira de su tierra natal.
El 30 de julio de 1984 fue condecorado póstumamente como Oficial de la Orden del Infante Don Enrique.

## Palmarés
| 1968 - Campeonato de Portugal en Ruta - Campeonato de Portugal Contrarreloj - Vuelta a Sao Paulo 1969 - Campeonato de Portugal en Ruta - Campeonato de Portugal Contrarreloj - Trofeo Baracchi, con Herman Van Springel. - Gran Premio de Robbialac, más dos etapas. - Gran Premio de Riopele, más una etapa. - 2 etapas del Tour de Francia. - 1 etapa en la Vuelta a Portugal. - 1 etapa en el Tour de Luxemburgo. 1970 - Campeonato de Portugal en Ruta - Campeonato de Portugal Contrarreloj - Vuelta a Portugal, más cuatro etapas. 1971 - Campeonato de Portugal en Ruta - Campeonato de Portugal Contrarreloj - Vuelta a Portugal, más ocho etapas. - Gran Premio de Sintra, más dos etapas. 1972 - Campeonato de Portugal en Ruta - Campeonato de Portugal Contrarreloj - Vuelta a Portugal, más 4 etapas. - Gran Premio de Sintra, más 1 etapa. - 2 etapas de la Vuelta a Suiza. - 2 etapas en el Gran Premio de Torres Vedras. | 1973 - Campeonato de Portugal en Ruta - Campeonato de Portugal Contrarreloj - 7 etapas de la Vuelta a Portugal. - 1 etapa del Tour de Francia. 1974 - 2 etapas de la Vuelta a España. 1976 - 1 etapa de la Vuelta a España. 1977 - 1 etapa del Tour de Francia. - 2 etapas en la Vuelta a los Valles Mineros. 1979 - 1 etapa del Tour de Francia. - 1 etapa del Gran Premio de Midi Libre. 1984 - 1 etapa de la Vuelta al Algarve. |

## Resultados
Durante su carrera deportiva ha conseguido los siguientes puestos.

### Grandes Vueltas
| Carrera | Carrera         | 1968 | 1969 | 1970 | 1971 | 1972 | 1973 | 1974 | 1975 | 1976 | 1977 | 1978 | 1979 | 1980 | 1981 | 1982 | 1983 | 1984 |
| ------- | --------------- | ---- | ---- | ---- | ---- | ---- | ---- | ---- | ---- | ---- | ---- | ---- | ---- | ---- | ---- | ---- | ---- | ---- |
|         | Giro de Italia  | —    | —    | —    | —    | —    | —    | —    | —    | Ab.  | —    | —    | —    | —    | —    | —    | —    | —    |
|         | Tour de Francia | —    | 8.º  | 14.º | 5.º  | 8.º  | 8.º  | 6.º  | 15.º | —    | 13.º | 3.º  | 3.º  | 5.º  | Ab.  | —    | 11.º | —    |
|         | Vuelta a España | —    | —    | —    | —    | Ab.  | 6.º  | 2.º  | —    | 7.º  | 15.º | —    | —    | —    | —    | —    | —    | —    |

### Clásicas, Campeonatos y JJ. OO.
| Carrera               | Carrera               | 1968 | 1969 | 1970 | 1971 | 1972 | 1973 | 1974 | 1975 | 1976 | 1977 | 1978 | 1979 | 1980 | 1981 | 1982 | 1983 | 1984 |
| --------------------- | --------------------- | ---- | ---- | ---- | ---- | ---- | ---- | ---- | ---- | ---- | ---- | ---- | ---- | ---- | ---- | ---- | ---- | ---- |
|                       | Milán-San Remo        | —    | —    | —    | —    | —    | 87.º | —    | —    | —    | 36.º | —    | —    | —    | —    | —    | —    | —    |
|                       | Lieja-Bastoña-Lieja   | —    | —    | —    | —    | 17.º | —    | —    | —    | —    | —    | —    | —    | —    | —    | —    | —    | —    |
| Mundial en Ruta       | Mundial en Ruta       | 16.º | 15.º | —    | Ab.  | 42.º | 20.º | —    | —    | —    | —    | —    | —    | —    | —    | —    | —    | —    |
| Portugal en Ruta      | Portugal en Ruta      | 1.º  | 1.º  | 1.º  | 1.º  | 1.º  | 1.º  | —    | —    | —    | —    | —    | —    | —    | —    | —    | —    | —    |
| Portugal Contrarreloj | Portugal Contrarreloj | 1.º  | 1.º  | 1.º  | 1.º  | 1.º  | 1.º  | —    | —    | —    | —    | —    | —    | —    | —    | —    | —    | —    |

## Equipos

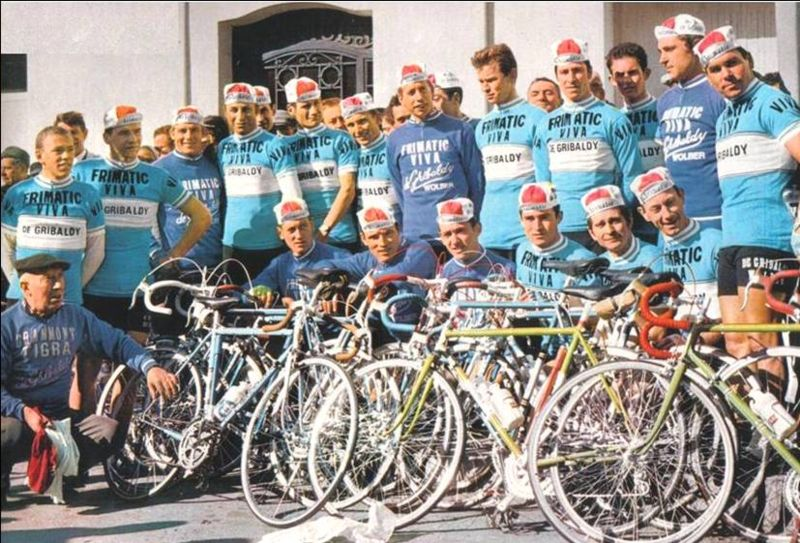
Equipo Frimatic-Jean de Gribaldy en 1969, a la izquierda Joaquim Agostinho.

- Frimatic-Jean de Gribaldy (1969-1970)
- Hoover (1971)
- Magniflex - de Gribaldy (1972)
- Bic (1973-1974)
- Teka (1976-1977)
- Flandria (1978-1979)
- Puch-Sem-Campagnolo (1980)
- Sem-France Loire (1981-1983)
- Sporting Lisboa-Raposeira (1984)

## Trofeo Joaquim Agostinho
El GP de Torres Vedras cambió de nombre en homenaje póstumo a Joaquim, pasándose a llamar Trofeo Joaquim Agostinho. La prueba se ha convertido en una de las más importantes del panorama ciclista portugués.

## Monumentos y honores
- En Torres Vedras, en la parte superior del Parque Verde da Várzea se construyó un monumento en honor de Joaquim Agostinho.
- En el jardín de Silveira también fue construido un monumento en honor del atleta y fue inaugurado el 14 de mayo de 1989.
- También en Silveira, se le dio el nombre de Avenida Joaquim Agostinho, donde se localiza el Consejo Parroquial y el cementerio donde está enterrado el corredor.
- En la avenida principal de acceso al centro de la Playa de Santa Cruz, a partir de la rotonda del Camping, se le dio el nombre de Avenida Joaquim Agostinho
- En Francia, en la 14.ª curva del Alpe d'Huez, se alza un busto en bronce con 1,70 m de alto x 70 cm de ancho y con un peso de 70 kg. Se apoya en un pedestal de granito verde, de tres metros de alto. La estatua es para conmemorar su victoria en la etapa con llegada en el mítico Alpe d'Huez en 1979, cuando en el Tour terminó en tercer lugar por segunda vez. Nunca otro ciclista portugués había ganado en esta etapa.
- Tiene una calle en Lisboa.